# كيفن قسطنطين
كيفن قسطنطين (بالإنجليزية: Kevin Constantine)‏ هو لاعب هوكي الجليد أمريكي، ولد في 27 ديسمبر 1958 في إنترناشونال فولز في الولايات المتحدة.

## وصلات خارجية
- كيفن قسطنطين على موقع دوري الهوكي الوطني (الإنجليزية)
- كيفن قسطنطين على موقع EliteProspects.com (الإنجليزية)
- كيفن قسطنطين على موقع HockeyDB.com (الإنجليزية)